# Verena Rock
Verena Rock (* 1979 in Paderborn) ist eine deutsche Betriebswirtin und seit 2010 Professorin für Immobilienmanagement an der TH Aschaffenburg mit den Schwerpunkten Immobilieninvestment und -portfoliomanagement. Sie baute sowohl den Studiengang Internationales Immobilienmanagement als auch den Studiengang Digitales Immobilienmanagement auf, dessen Studiengangsleiterin sie ist. Verena Rock ist Co-Leiterin des IIWM – Institut für Immobilienwirtschaft und -management an der TH Aschaffenburg.

## Werdegang
Rock studierte Betriebswirtschaftslehre mit Schwerpunkt Immobilienökonomie an der European Business School in Oestrich-Winkel und promovierte im Anschluss am Lehrstuhl von  Karl-Werner Schulte an der European Business School im Bereich Immobilienmanagement. Danach war Verena Rock als Fondsmanagerin bei Morgan Stanley Real Estate und als Managerin im Bereich International Real Estate Advisory bei Sireo Real Estate tätig.
Verena Rock ist Präsidentin der gif – Gesellschaft für immobilienwirtschaftliche Forschung. Sie hält mehrere Aufsichtsrats- und Beiratsmandate in der Immobilienwirtschaft. Zudem ist sie Fachjurorin in der Kategorie Digitalisierung des immobilienmanager Awards.
Im Ranking Fachmagazin Immobilienmanager wurde Verena Rock unter die „Top-25-Frauen in der Immobilienwirtschaft“ gewählt.

## Schriften (Auswahl)
- Heike Gündling, Verena Rock und Christian Schulz-Wulkow (Hrsg.): Next Generation Real Estate, Innovationen, digitale Transformation und ESG (2. Auflage), Frankfurt School Verlag 2023, ISBN 978-3956472039
- Verena Rock, Christoph Schumacher, Hubertus Bäumer und Tobias Pfeffer (Hrsg.): Praxishandbuch Immobilienfondsmanagement und -investment (2. Auflage). Springer, Wiesbaden 2019, ISBN 978-3-658-25942-6
- Verena Rock und Heike Gündling: Digitalisierungsstrategien in der deutschen Immobilienwirtschaft. In: Immobilien & Finanzierung Nr. 2, 2021, S. 24–25.
- Verena Rock et al: PropTech Germany Studie 2021-2024, https://proptechgermanystudie.de/, ISSN 2747-7649